# City Hunters
City Hunters es una miniserie animada de televisión creada por Gastón Gorali y Alberto Stagnaro. Fue realizada en Argentina para la línea de fragancias Axe en asociación con las productoras Catmandu Branded Entertainment y Encuadre. Se estrenó el 23 de octubre de 2006 conjuntamente para toda América Latina por Fox Latinoamérica.
La serie consiste en 9 episodios de 11 minutos y mezcla la tecnología de animación tradicional con la última generación de CGI. Contó con la dirección de Gustavo Cova, Diego Pernia, y Victor Ahmed, y además de Carlos Baeza (director de Los Simpson) en los primeros episodios. Los guiones estuvieron a cargo de un equipo conformado por Esteban Seimandi, Pedro Saborido y Marcelo Birmajer, con la colaboración en los dos últimos capítulos de Esther Feldman.
City Hunters es un arquetipo de entretenimiento mediante marcas. Fue coproducido por Unilever para la marca Axe y contó con un equipo de expertos de diferentes partes del mundo entre los que se encontró Corea para la animación final de los personajes, diseñados por el ilustrador Milo Manara.
La serie animada City Hunters no debe ser confundida con City Hunter la cual tiene un título prácticamente idéntico excepto por la última letra «S» de la segunda palabra. Pese a la similitud en el título, son dos series completamente diferentes sin ninguna relación entre sí. City Hunter es una serie de manga y anime creada en Japón con una trama y protagonistas distintos.
City Hunters está inspirada en las comunidades y escuelas de seducción que surgieron en Estados Unidos y que se propagaron por toda América Latina. Dentro de estas comunidades de seducción existen los Pick-UP Artist o Artistas del Ligue que atraviesan un proceso para transformarse de un perdedor a un verdadero maestro de la seducción, aprendiendo técnicas y estructuras para volverse exitosos con las mujeres, tal como el personaje principal de esta serie.[cita requerida]

## Historia
Axel es un muchacho joven que se vuelve melancólico después de ser abandonado por su novia Romina, y se cruza en el camino de un viejo casanova llamado el Dr. Lynch, quien en los años 70’s era un maestro creador de fragancias masculinas y playboy. Después de ese encuentro accidental, la vida del joven toma un gran giro, pues el Dr. Lynch es miembro y actual protector de una organización ultrasecreta conocida como la Logia X la cual se dedica, desde hace más de 2 mil años, a investigar la naturaleza de las mujeres y todo lo relacionado al arte de la seducción.
El Dr. Lynch vio algo especial en Axel y comenzó a considerar que él es el indicado para transmitir los secretos milenarios de la logia a la próxima generación. Pero para lograr eso, Axel deberá convertirse en un «seductor absolutis» capaz de conquistar todo tipo de mujeres. Durante sus aventuras, van conociendo a distintas clases de mujeres, histéricas, intelectuales, naïves, etc. que serán cautivadas por los encantos de Axel en el transcurso de los episodios.

## Guiños
En los distintos episodios hay referencias humorísticas a Star Wars, Batman, The Karate Kid, Top Gun, The Dukes of Hazzard, A Few Good Men, Matrix y The Shining, entre otros.

## Episodios
| N.º | Título                                         | Dirigido por                                                     | Escrito por                                                                       | Fecha de emisión original |
| --- | ---------------------------------------------- | ---------------------------------------------------------------- | --------------------------------------------------------------------------------- | ------------------------- |
| 1   | «Mahatma Dandy (ep. doble)»                    | Gustavo Cova, Diego Pernia, y Carlos Baeza (director supervisor) | Marcelo Birmajer, Esther Feldman, Pedro Saborido, Esteban Seimandi, Gastón Gorali | 23 de octubre de 2006     |
| 2   | «Mutiny» «Motín»                               | Carlos Baeza                                                     | Marcelo Birmajer, Esther Feldman, Pedro Saborido, Esteban Seimandi, Gastón Gorali | 30 de octubre de 2006     |
| 3   | «Who's Your Momma?» «Depredadora»              | Gustavo Cova                                                     | Marcelo Birmajer, Esther Feldman, Gastón Gorali, Pedro Saborido, Esteban Seimandi | 6 de noviembre de 2006    |
| 4   | «Wingman» «Soldado heroico»                    | Gustavo Cova                                                     | Marcelo Birmajer, Esther Feldman, Gastón Gorali, Pedro Saborido, Esteban Seimandi | 13 de noviembre de 2006   |
| 5   | «Simultaneous Matches» «Partidas simultáneas»  | Víctor Ahmed, Diego Pernia                                       | Marcelo Birmajer, Esther Feldman, Pedro Saborido, Esteban Seimandi, Gastón Gorali | 20 de noviembre de 2006   |
| 6   | «Count Lynch» «Conde Lynch»                    | Gustavo Cova                                                     | Marcelo Birmajer, Esther Feldman, Gastón Gorali, Pedro Saborido, Esteban Seimandi | 27 de noviembre de 2006   |
| 7   | «Sextopia»                                     | Víctor Ahmed, Diego Pernia                                       | Marcelo Birmajer, Esther Feldman, Gastón Gorali, Pedro Saborido, Esteban Seimandi | 4 de diciembre de 2006    |
| 8   | «Final Fantasy» «El viaje»                     | Gustavo Cova                                                     | Marcelo Birmajer, Esther Feldman, Pedro Saborido, Esteban Seimandi, Gastón Gorali | 11 de diciembre de 2006   |
| 9   | «The Phantom Menace» «El regreso del fantasma» | Gustavo Cova                                                     | Marcelo Birmajer, Esther Feldman, Gastón Gorali, Pedro Saborido, Esteban Seimandi | 18 de diciembre de 2006   |